# Shennongipodisma lativertex
Shennongipodisma lativertex är en insektsart som beskrevs av Zhong, Yulin och Z. Zheng 2004. Shennongipodisma lativertex ingår i släktet Shennongipodisma och familjen gräshoppor. Inga underarter finns listade i Catalogue of Life.